# Parenchymophyta
Division
Les Parenchymophyta (Parenchymophytes en français ; dérivé du grec ancien παρεκχέω (parenkheô), « déborder », et φυτόν (phutón), « plante ») sont une division de plantes regroupant la grande majorité des plantes actuelles, avec près de 270 000 espèces et une répartition mondiale.

## Synapomorphies
Les Parenchymophytes sont caractérisées par plusieurs caractères dérivés partagés. Notamment, la paroi squelettique des zygotes contient des composés phénoliques qui ont un rôle de protection vis-à-vis des bactéries. Le zygote est retenu sur l’organisme un certain temps, au moins jusqu’à la sporogenèse, à l’exemple des graines des angiospermes qui sont présentes dans un fruit pendant quelque temps. Il est entouré de cellules impliquées dans la nutrition. Enfin, certaines cellules peuvent s’associer en parenchymes, cette caractéristique ayant donné son nom à la division. Un parenchyme est un tissu de remplissage, c’est un ensemble de cellules peu spécialisées à paroi primaire mince et généralement dépourvues de paroi secondaire, impliquées dans le stockage (par exemple au niveau des fruits charnus, ou le parenchyme cortical des racines), dans l’emballement des autres tissus ou encore dans la photosynthèse, à l’exemple du parenchyme palissadique des feuilles ou du chlorenchyme.

## Phylogénie
Les Parenchymophytes comprennent deux groupes-frères, les Coleochaetophytes et les Embryophytes. Leurs fossiles remontent à l'Ordovicien moyen pour lequel on a retrouvé des tétrades de spores. Le plus ancien macrofossile d'Embryophyte est terrestre, Cooksonia pertoni, de la fin du Silurien (−410 millions d'années). Il existe des fossiles de Coleochaetophytes de 415 millions d'années, pouvant atteindre 7 cm de diamètre, ce qui en fait des géants comparativement aux Coleochaetophytes actuelles.

### Embryophytes
Ce sont les plantes terrestres, caractérisées par la possession d'archégones et d'une tige, le cormus. La réussite évolutive de ce groupe est caractérisée par leur présence dans tous les écosystèmes terrestres et certains écosystèmes aquatiques. Elles sont représentées par les hépatiques ou Marchantiophytes, les mousses ou Bryophytes, les Anthocérophytes, les Lycophytes, les prêles ou équisétophytes, les fougères ou Filicophytes, les gymnospermes et les angiospermes (plantes à fleurs). Ces dernières constituent l'écrasante majorité des plantes terrestres avec plus de 230 000 espèces.

### Coleochaetophytes
Ce sont de petites algues à croissance filamenteuse pouvant se présenter sous la forme de coussins.

## Sources
- Classification phylogénétique du vivant 3e édition, Guillaume Lecointre & Hervé Le Guyader, éd. Belin, 2001,  (ISBN 2-7011-4273-3)
- Abbayes (des), H., Chadefaud, M., Ferré (de), Y., Feldmann, J., Gaussen, H., Grassé, P.-P., Leredde, M.C., Ozenda, P., Prévot, A.R., 1963. Botanique, anatomie - cycles évolutifs - systématique. Collection « Précis de Sciences Biologiques », Masson et Cie (ed.). 1039 pp
- Botanique Biologie et physiologie végétales, 2e édition S.Meyer, C.Reeb, R.Bosdeveix, éd. Maloine, 2008,  (ISBN 978-2-224-03020-9)
- Ulrich Lüttge, Manfred Kluge, Gabriela Bauer, Botanique, TEC et DOC, avril 2002  (ISBN 2743004126).
- Biologie végétale, Structures, fonctionnement, écologie et biotechnologies Murray Nabors, éd. Pearson Edication, traduction française coordonnée par Georges Salé, 2008,  (ISBN 978-2-7440-7306-9)